# ヘルメス叢書
ヘルメス叢書（ヘルメスそうしょ）は、1977年から1979年にかけて白水社から刊行された、魔術、錬金術、占星術、ヘルメス主義についての叢書。
全7巻。四六版、布装ハードカバー、ビニールカバー、箱付き。1993年から刊行された新装版は四六版、帯・紙カバー付きソフトカバー。

## 一覧
1. 『象形寓意図の書・賢者の術概要・望みの望み』（ニコラ・フラメル、有田忠郎訳） 1977.7、新装版 1993.10
2. 『自然哲学再興・ヘルメス哲学の秘法』（ジャン・デスパニエ(Jean d'Espagnet)、有田忠郎訳） 1977.5、新装版 1993.11
3. 『沈黙の書・ヘルメス学の勝利』（作者不詳 / リモジョン・ド・サン=ディディエ(Limojon de Saint-Didier)、有田忠郎訳） 1977.9、新装版 1993.12
4. 『賢者の石について・生ける潮の水先案内人』（ラムスプリンク(Lambsprinck) / マテュラン・エイカン・デュ・マルティノー(Mathurin Eyquem du Martineau)、有田忠郎訳） 1977.12、新装版 1994.1
5. 『闇よりおのずからほとばしる光』（マルク＝アントニオ・クラッセラーム(Marc-Antonio Crassellame)、有田忠郎訳） 1979.6、新装版 1994.2
6. 『占星術または天の聖なる学』（マルクス・マニリウス、有田忠郎訳） 1978.7、新装版 1993.11
7. 『魔術と占星術』（アルフレッド・モーリー(Louis Ferdinand Alfred Maury)、有田忠郎訳） 1978.11、新装版 1993.10